# Hindelooper schilderkunst

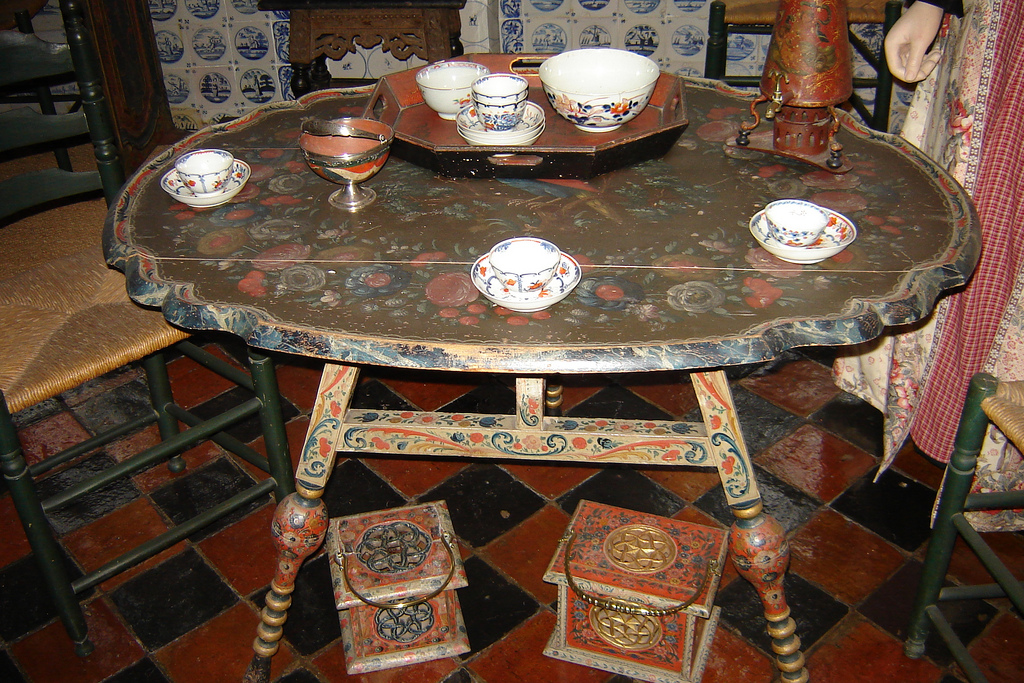
Flap-aan-de-wand met beschilderingen van onder andere rozen

De Hindelooper schilderkunst of Hindelooper schilderwerk is volksschilderkunst afkomstig uit de Friese plaats Hindeloopen. De kunst werd toegepast op bedsteewanden, meubels, zoals de flap-aan-de-wand, kleerhangers, reiskoffers, eierdopjes etc. Voor de beschilderingen werden kenmerkende kleuren rood, blauw, wit en groen gebruikt. Soms werden er andere kleuren gebruikt, zoals bruin, dodekop, geel en crème.

## Motieven, stijl en techniek

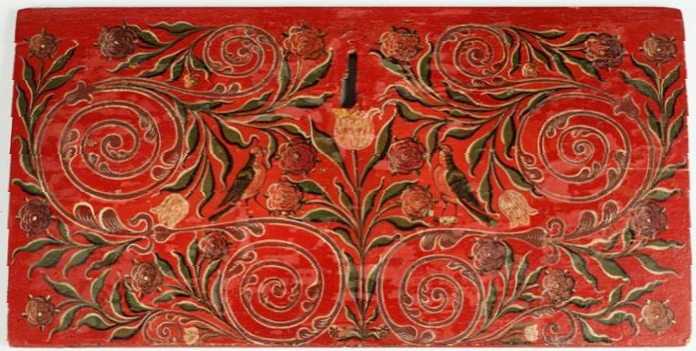
Beschilderde kistdeksel uit de 18e eeuw met onder andere tulpen op rode ondergrond.

De achtergrond van het schilderwerk heeft één kleur, zoals rood, crèmewit, blauw of groen.
De motieven waren onder andere bloemen en bladeren, zoals die van de acanthus. Bloemmotieven waren tulpen, papaverbollen en rozen. Ook werden dieren afgebeeld; vooral paradijsvogels, die geluk zouden brengen. Grotere werken tonen Bijbelse afbeeldingen, zeegezichten of allegorische vrouwfiguren, zoals het drietal geloof, hoop en liefde. De thema's waren ook afkomstig uit de klassieke mythologie, bijvoorbeeld in de vorm van zeegod Poseidon. De motieven werden gevonden in platenbijbels en prentenboeken werden de motieven gevonden. Ook wordt de zogeheten porseleintechniek gebruikt: op een crèmewitte achtergrond worden met monochrome verf bloemen en bladeren geschilderd. Daarmee wordt (Chinees of Delfts) porselein nagebootst.

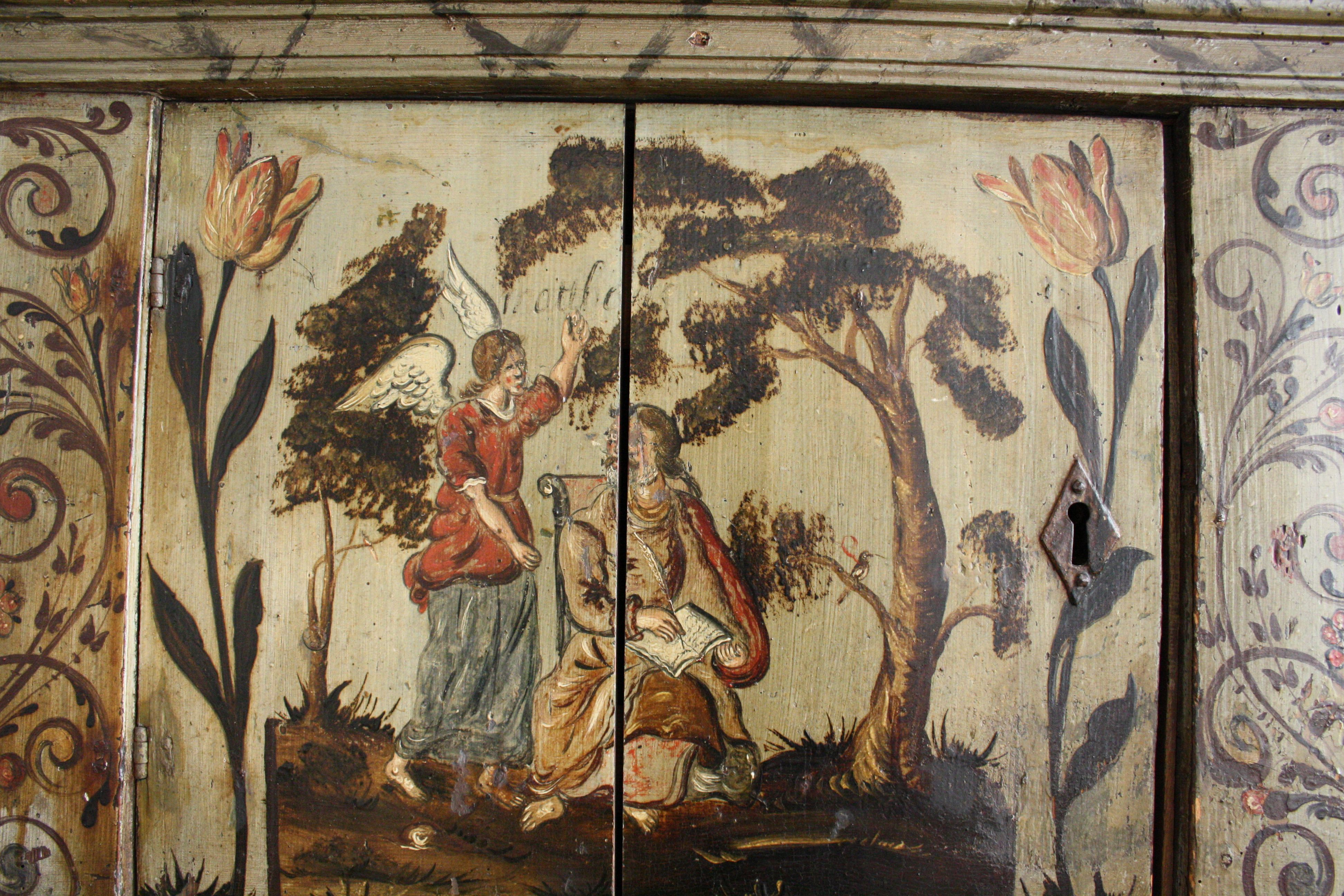
Schildering met bijbelse voorstelling en tulpen

De schilderstijl is los en zwierig. De motieven werden met schaduwen geschilderd, om houtsnijwerk te imiteren. Traditioneel komt het licht van rechtsboven.

## Geschiedenis

### 17e eeuw
Net als het geval was bij de ontwikkeling van de Hindelooper klederdracht, ondervond de Hindelooper schilderkunst invloed vanuit het buitenland. Omdat Hindeloopen zelf geen zeehaven had, gingen de schippers, maar ook hun vrouwen, regelmatig naar Amsterdam. In Amsterdam kwamen zij in contact met producten die door de Vereenigde Oostindische Compagnie naar Nederland werden gebracht, zoals Chinees porselein en sitsen. De motieven op deze producten beïnvloedde de smaak van de Hindelooper schilders en gaf hen ook inspiratie voor hun schilderwerk.
Om hun welstand te laten zien werden meubelen, maar bijvoorbeeld ook raamkozijnen versierd. In eerste instantie werd geschilderd met eitempera of verf op basis van caseïne. Later werd overgegaan op olieverf op basis van lijnolie. Door de minerale pigmenten ogen de kleuren daarvan natuurlijk.

### 18e eeuw
In de 18e eeuw zijn er uiteraard huisschilders in Hindeloopen, die vooral in het warm seizoen aan het werk konden. In stille perioden maakten zij decoraties. Uit de gegevens van de lokale belastingen van 1749 blijkt dat er onder de 1600 inwoners zich vijf (kunst)schilders bestonden. Deze werden aangeduid met schilders, elders in de Friese zuidwesthoek duidde men (huis)schilders aan met verfers of verwers.
De Hindelooper stijl lijkt verwant met het Noorse rosemåling, dat ontstond in de tweede helft van de 18e eeuw. Of er een directe link is geweest tussen Noorwegen en de inwoners van Hindeloopen is echter niet bekend. De Hindeloopers denken zelf dat hun kunst gebaseerd is op de Noorse versie, anderen denken juist dat Nederlandse schilders in Noorwegen zijn gaan werken.

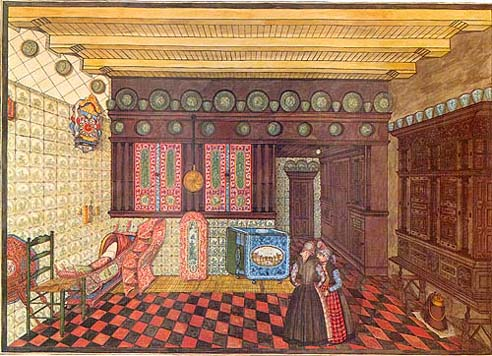
Hendrik Lap, interieur

### 19e eeuw
Door de economische neergang in Nederland aan de eerste helft van de negentiende eeuw dreigt de welvaart, en daarmee het erfgoed in Hindeloopen verloren te gaan. De amateurschilder Hendrik Lap (1824-1874) is waarschijnlijk de enige die de verloren gegane volkscultuur in beeld heeft gebracht. In 1880 brengen enkele Hindeloopers, O. Roosjen en N.D. Kroese, met oudheidkundige Wopke Eekhoff de kunstige tradities uit de stad weer onder de aandacht. De Historische Tentoonstelling van Friesland in 1877 laat een Hindelooper kamer zien, waarschijnlijk gebaseerd op schilderijen van Hendrik Lap. Daarna gaan allerlei andere musea de Hindelooper kunst verzamelen. In 1878 wordt een Hindelooper kamer getoond op de wereldtentoonstelling in Parijs.
Arend Roosje (1869-1914) gaat de schilderkunst weer professioneel bedrijven. Na een inzending van hem voor een tentoonstelling in 1887, waaruit zijn talent blijkt, krijgt hij een beurs voor de Haagse tekenacademie van W.J. van Welderen baron Rengers. Hij maakt de studie niet af maar begint in 1894 in een eigen werkplaats, waar anderen te werk worden gesteld. Roosje gaat ook lesgeven. Hij start zijn bedrijf samen met Eberhart Ebertus Stallmann, die het na het overlijden voortzet.

## 20e en 21e eeuw

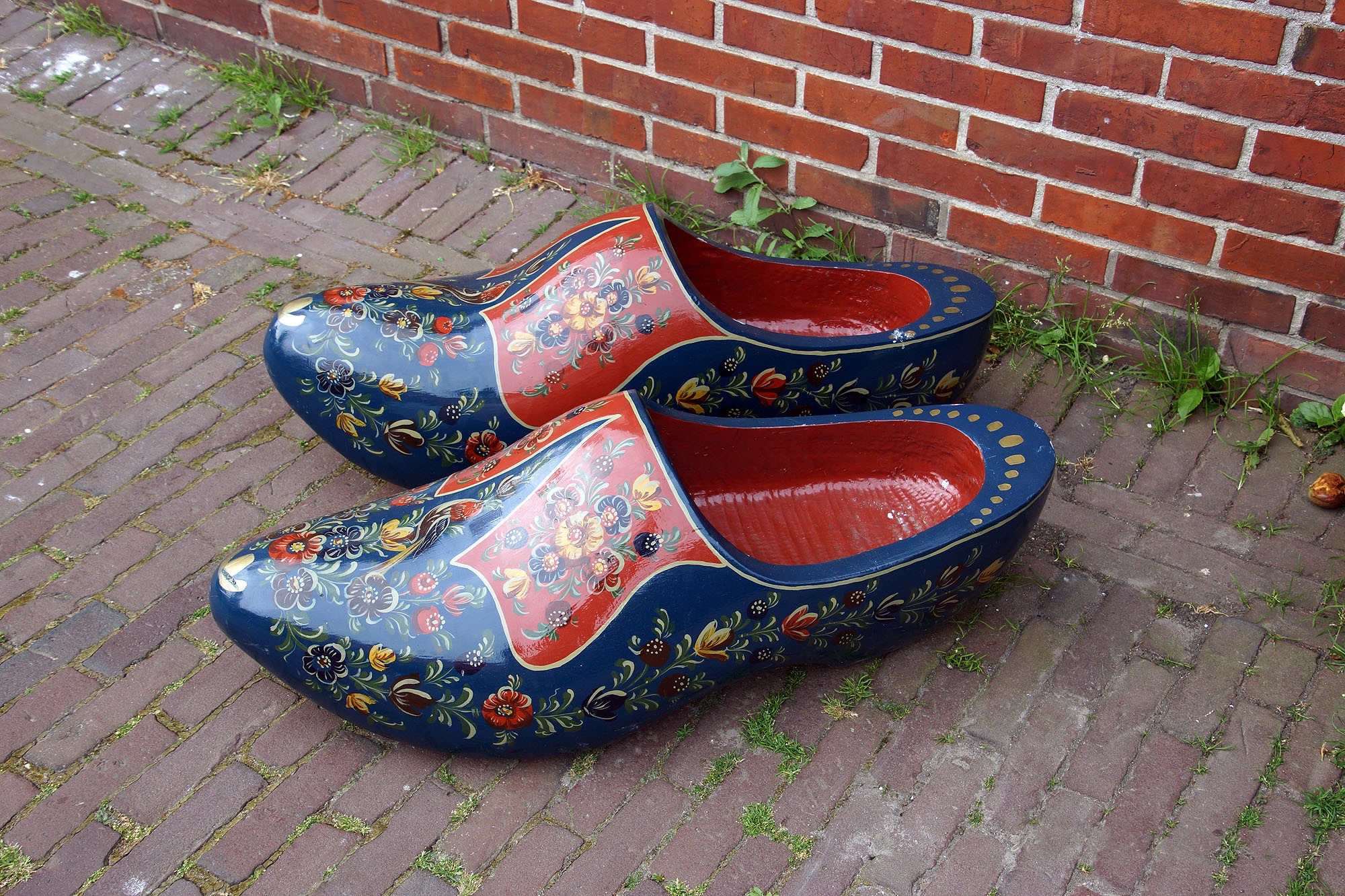
Moderne beschilderde klompen

De traditie van het Hinderlooper schilderwerk wordt vooral voortgezet door enkele bedrijven. In 1920 ontstaat de Hindelooper Meubelfabriek “Hielpen Vöruut”. Daarna volgen meerdere werkplaatsen waarin de schilderkunst wordt beoefend, vooral gericht op het toerisme. Ook rond 1920 gaat Willem H. Glashouwer de techniek beoefenen. Zijn zoon Harmen W. Glashouwer neemt in de jaren 1960 de traditie over.
Twee leden van de familie Sikkens, Lodewijk (Amsterdam 25-1-1862 – Hindeloopen 12-7-1923) en zijn zoon Laurentius (Amsterdam 22-2-1894 – Enkhuizen 17-8-1950) gaan schilderen in de oorspronkelijke stijl. Lodewijk Sikkens schildert van 1902 tot 1923. Laurentius leert schilderen van zijn grootvader, Lourens de Vreeze, en zet het bedrijf van zijn vader voort tot 1928.
In 2018 zijn er vier bedrijven in Hindeloopen die de traditionele kunst maken, waaronder nog steeds Roosje en Glashouwer. In plaats van de traditionele verf te gebruiken, ging men over op het sneller drogende acryl.